# Demetrio Honorato Brid
Pour les articles homonymes, voir Brid.
Demetrio Honorato Brid, né le 21 décembre 1859 dans la ville de Panama, et mort le 27 mai 1917, est considéré comme étant de facto, le premier président de la république du Panama.

## Source de la traduction
- (en) Cet article est partiellement ou en totalité issu de l’article de Wikipédia en anglais intitulé « Demetrio H. Brid » (voir la liste des auteurs).